# 十二小預言書
十二小預言書（じゅうにしょうよげんしょ）は、キリスト教で用いられる、旧約聖書文書群の名である。ヘブライ語聖書では十二巻と呼ばれる。
1. ホセア書
2. ヨエル書
3. アモス書
4. オバデヤ書
5. ヨナ書
6. ミカ書
7. ナホム書
8. ハバクク書
9. ゼファニヤ書
10. ハガイ書
11. ゼカリヤ書
12. マラキ書

上記の12の預言書を総称してこのように呼ぶ。
恐らくこれらの文書は、それぞれ独立に、ユダ王国およびイスラエル王国の末期から、両王国滅亡後、バビロン捕囚のあと、紀元前2、3世紀頃までに書かれた。どの文書も比較的短く（最も長い『ホセア書』と『ゼカリヤ書』で14章）、神の怒りとその罰としての滅び、和解と復興などの主題が現れる文書が多い。